# Insulele Spratly
Insulele Spratly reprezintă un grup de peste 750 recife, insulițe, atoli, insule coraline și alte insule din Marea Chinei de Sud.  Arhipelagul se află în largul coastelor Filipine și Malaezia (Sabah). Se găsește la jumătatea distanței dintre Filipine și Vietnam. Insulele Spratly sunt revendicate de China, Filipine, Taiwan, Vietnam și de Brunei. Cea mai mare, Insula Itu Aba, are 1,4 km în lungime și 0,4 km lățime.

## Galerie de imagini

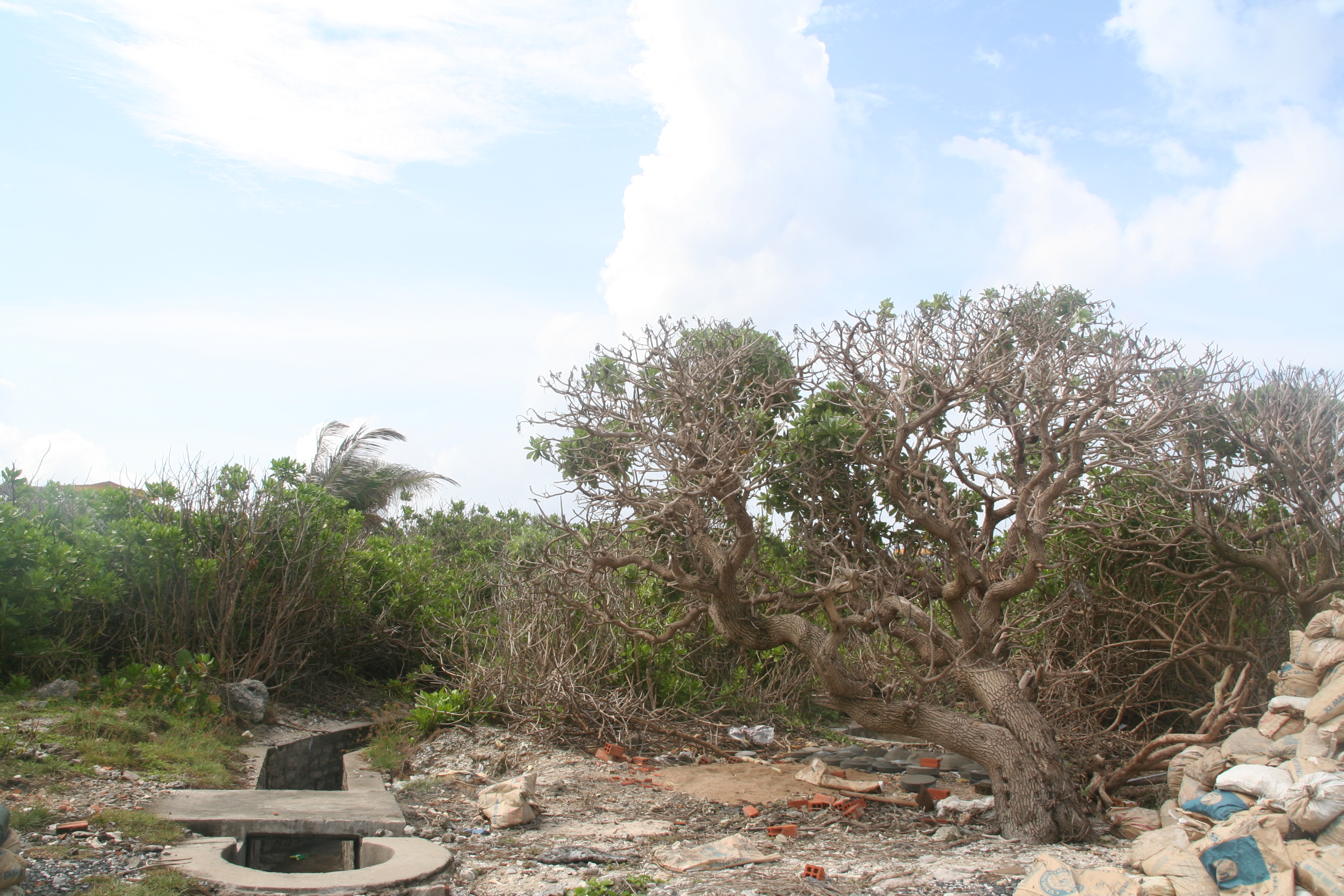
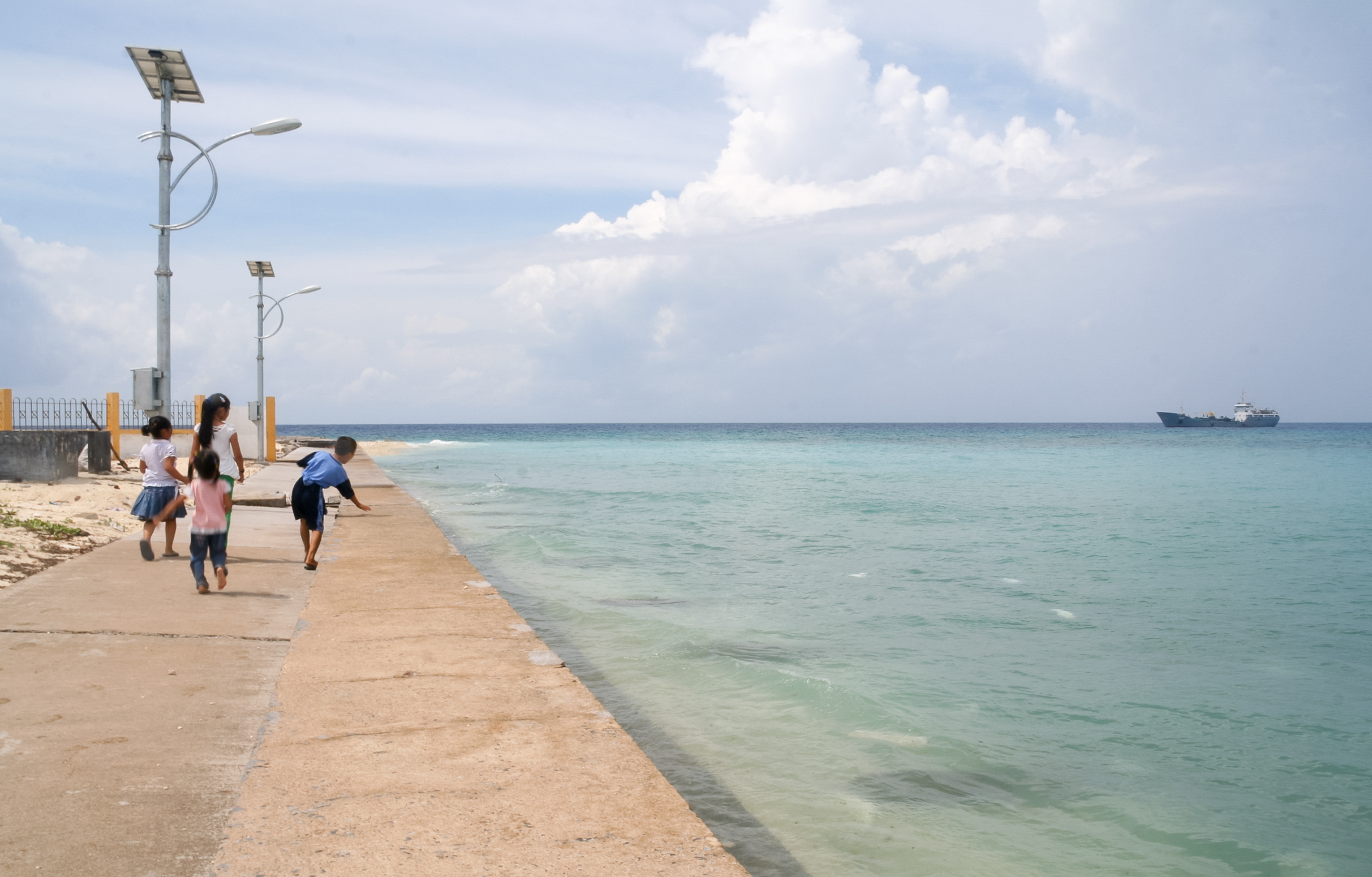
Insula Spratly
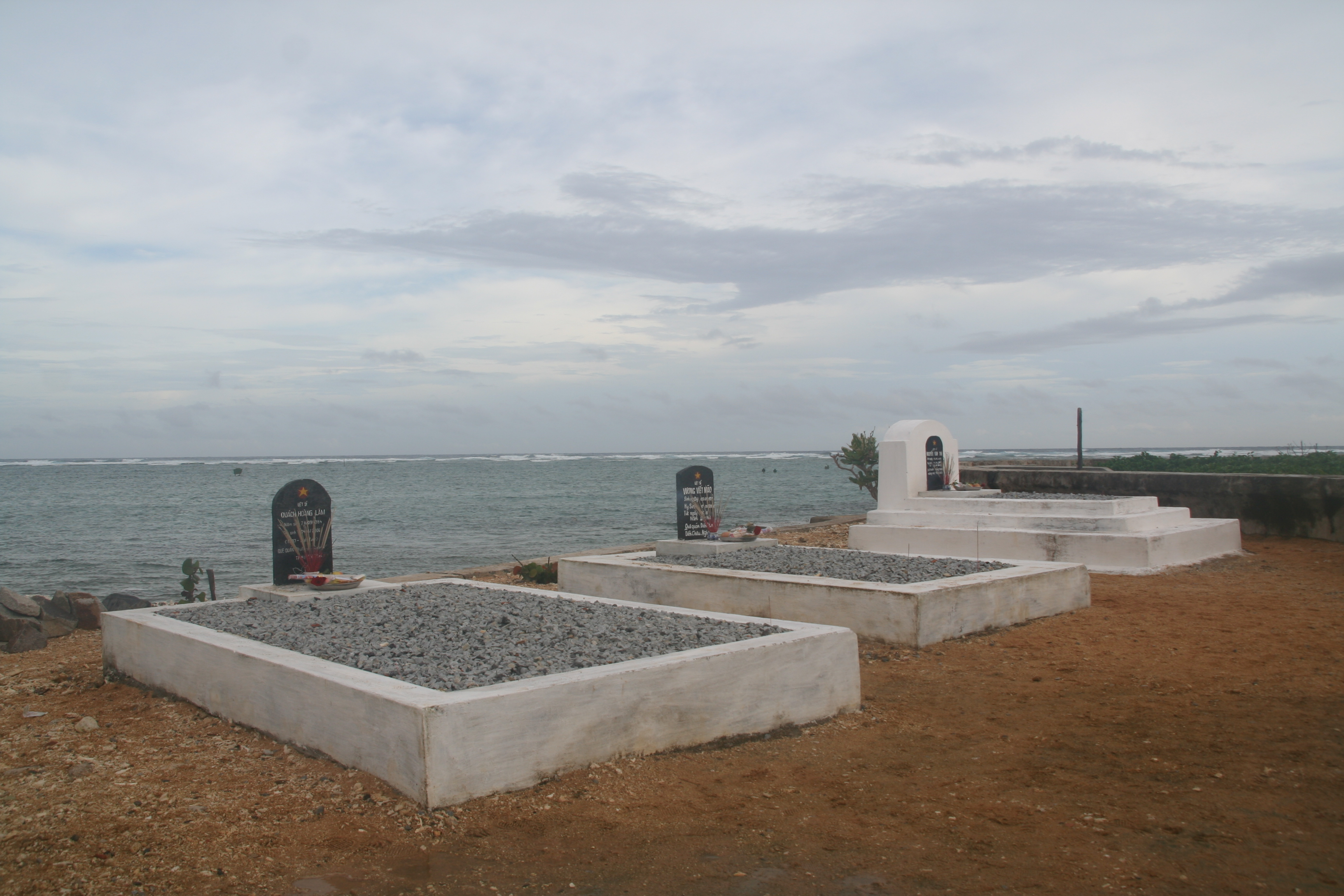
Cimitir militar
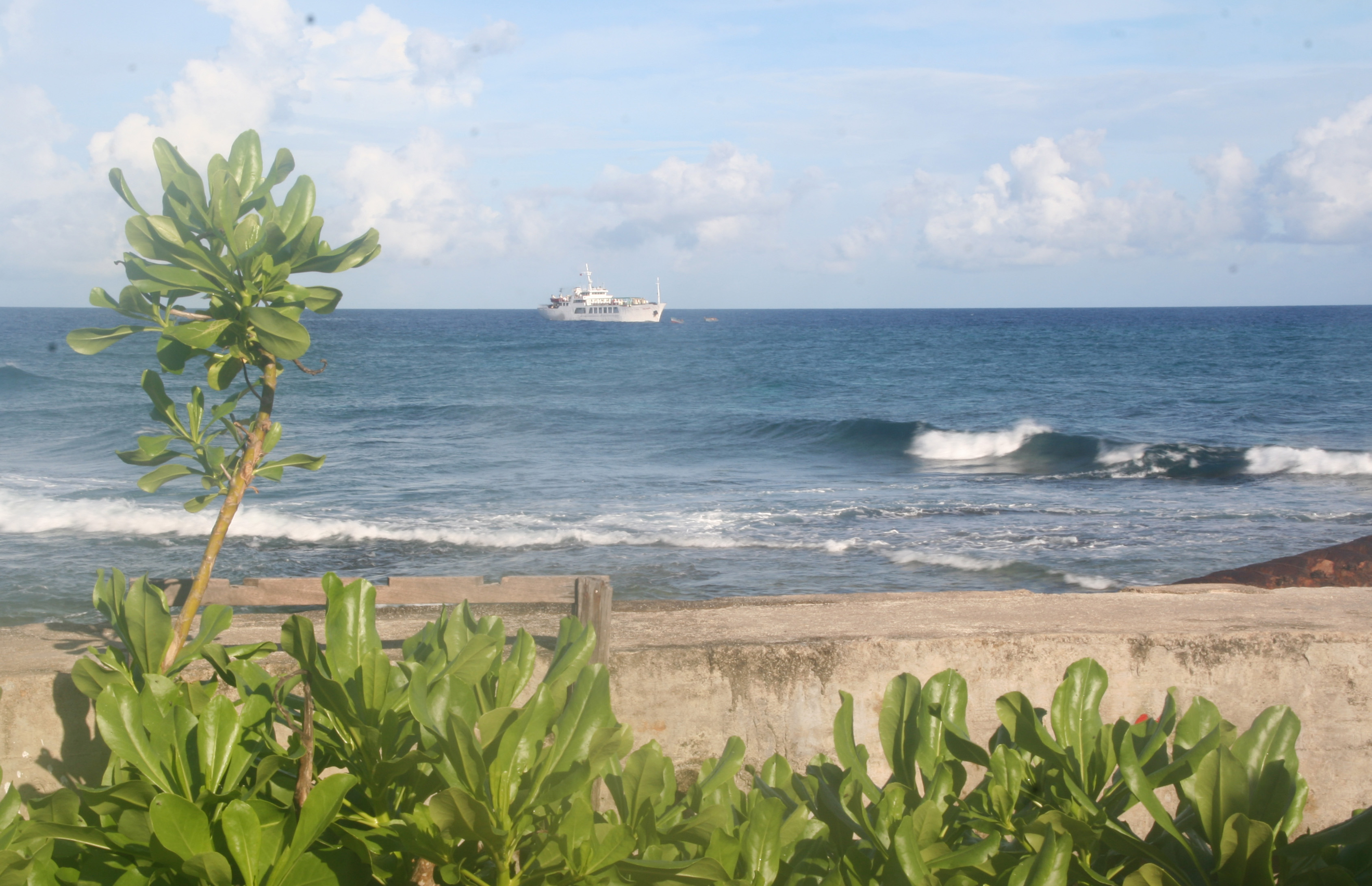
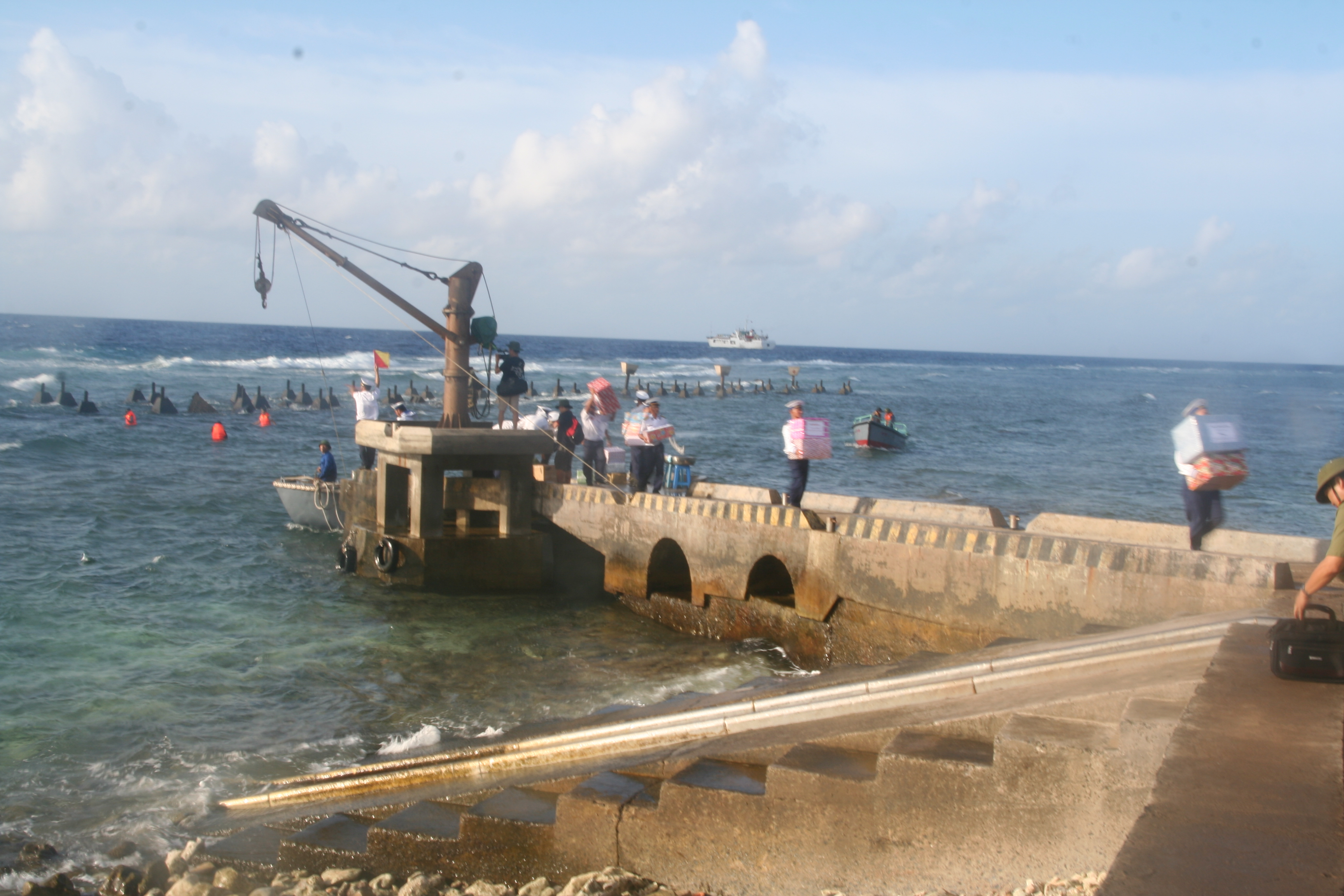

1. ↑   https://newsinfo.inquirer.net/13833/%E2%80%98it%E2%80%99s-west-philippine-sea%E2%80%99 Lipsește sau este vid: |title= (ajutor)